# Charles Mackerras
Sir Alan Charles Maclaurin Mackerras (ur. 17 listopada 1925 w Schenectady w stanie Nowy Jork, zm. 14 lipca 2010 w Londynie) – australijski dyrygent.

## Życiorys
Jego rodzina przeprowadziła się z USA do Australii w 1927 roku. Studiował grę na oboju i fortepianie oraz kompozycję w New South Wales Conservatory w Sydney. W latach 1943–1946 był pierwszym oboistą Sydney Symphony Orchestra. W latach 1947–1948 studiował dyrygenturę w Pradze u Václava Talicha. Jako dyrygent debiutował w 1948 roku w londyńskim Sadler’s Wells Theatre Zemstą nietoperza Johanna Straussa, następnie do 1954 roku był etatowym dyrygentem tegoż teatru. W latach 1954–1956 był pierwszym dyrygentem BBC Concert Orchestra. W 1963 roku zadebiutował w Covent Garden Theatre Katarzyną Izmajłową Dmitrija Szostakowicza. Od 1966 do 1969 roku był pierwszym dyrygentem opery w Hamburgu. W latach 1970–1977 dyrektor muzyczny Sadler’s Wells Opera. Od 1969 roku występował w USA, w 1972 roku zadebiutował w nowojorskiej Metropolitan Opera Orfeuszem i Eurydyką C.W. Glucka. W 1973 roku poprowadził koncert na otwarcie gmachu opery w Sydney. Był także pierwszym dyrygentem gościnnym BBC Symphony Orchestra (1976–1979) i Royal Liverpool Philharmonic (1986–1988), pierwszym dyrygentem Sydney Symphony Orchestra (1982–1985) i dyrektorem muzycznym Welsh National Opera w Cardiff (1987–1992). W 1990 roku zadebiutował na Glyndebourne Festival Falstaffem Verdiego. W roku mozartowskim 1991 poprowadził na otwarcie oddanego po remoncie Stavovskiego divadla Don Giovanniego W.A. Mozarta. W 1992 roku przeszedł na emeryturę, pozostał jednak aktywny jako dyrygent.
Był jednym z pionierów wykonawstwa historycznego muzyki wokalnej XVIII wieku. Przełomowe znaczenie miała jego interpretacja mozartowskiego Wesela Figara w Sadler’s Wells Opera w 1965, z ornamentyką według XVIII-wiecznej maniery wokalnej. Sporządził nową redakcję partytury Orfeusza i Eurydyki C.W. Glucka. Był entuzjastą i cenionym wykonawcą muzyki Leoša Janáčka. Jako dyrygent przygotował angielskie premiery Katii Kabanowej Janáčka (1951), Króla Rogera Szymanowskiego (1975), Dalibora Smetany i Julietty Martinů. Dla wytwórni Decca, EMI i Supraphon nagrał serię 5 oper Janáčka w języku czeskim i angielskim.
W 1978 roku otrzymał Medal Janáčka. Komandor Orderu Imperium Brytyjskiego (1974). Odznaczony ponadto czeskim Medalem za Zasługi (1996), Orderem Australii (1997) i Orderem Towarzyszy Honoru (2003). W 1979 roku otrzymał tytuł szlachecki.